# والتر غروس (موزع)
والتر غروس (بالإنجليزية: Walter Gross)‏ هو موزع وعازف بيانو وكاتب أغاني أمريكي، ولد في 14 يوليو 1909 في نيويورك في الولايات المتحدة، وتوفي في 27 نوفمبر 1967 في لوس أنجلوس في الولايات المتحدة.

## وصلات خارجية
- والتر غروس على موقع IMDb (الإنجليزية)
- والتر غروس على موقع ميوزك برينز (الإنجليزية)
- والتر غروس على موقع أول ميوزيك (الإنجليزية)
- والتر غروس على موقع ديسكوغز (الإنجليزية)